# Волиця (Ковельський район)
Воли́ця — село в Україні, у Ковельському районі Волинської області. Входить до складу Турійської селищної громади. Населення становить 95 осіб.

## Історія
Село розташоване на правому березі річки Турії.
12 червня 2020 року, відповідно до розпорядження Кабінету Міністрів України № 708-р «Про визначення адміністративних центрів та затвердження територій територіальних громад Волинської області», увійшло до складу Турійської селищної територіальної громади.
19 липня 2020 року, в результаті адміністративно-територіальної реформи та ліквідації  Турійського району, село увійшло до новоутвореного Ковельського району. 

## Населення
Згідно з переписом УРСР 1989 року чисельність наявного населення села становила 133 особи, з яких 63 чоловіки та 70 жінок.
За переписом населення України 2001 року в селі мешкало 95 осіб.

### Мова
Розподіл населення за рідною мовою за даними перепису 2001 року:
| Мова       | Відсоток |
| ---------- | -------- |
| українська | 96,84 %  |
| російська  | 2,11 %   |
| інші       | 1,05 %   |